# Улица Лосси
Улица Лосси (эст. Lossi tänav — Замковая) — улица в исторической части Тарту, от улицы Юликооли проходит на Домскую горку.

## История
По археологическим данным улица существовала уже на рубеже XI—XII веков. На улице сохранились следы крепостного рва Тартуской крепости.
В советские времена, с 1948 по 1987 год, носила имя композитора Александра Ляте (1860—1948).

## Достопримечательности
д. 25 — Домский собор Петра и Павла
Д. 28 — Пороховой погреб
«Ангельский мост»
Мост Александра I («Чертов мост»)

## Галерея

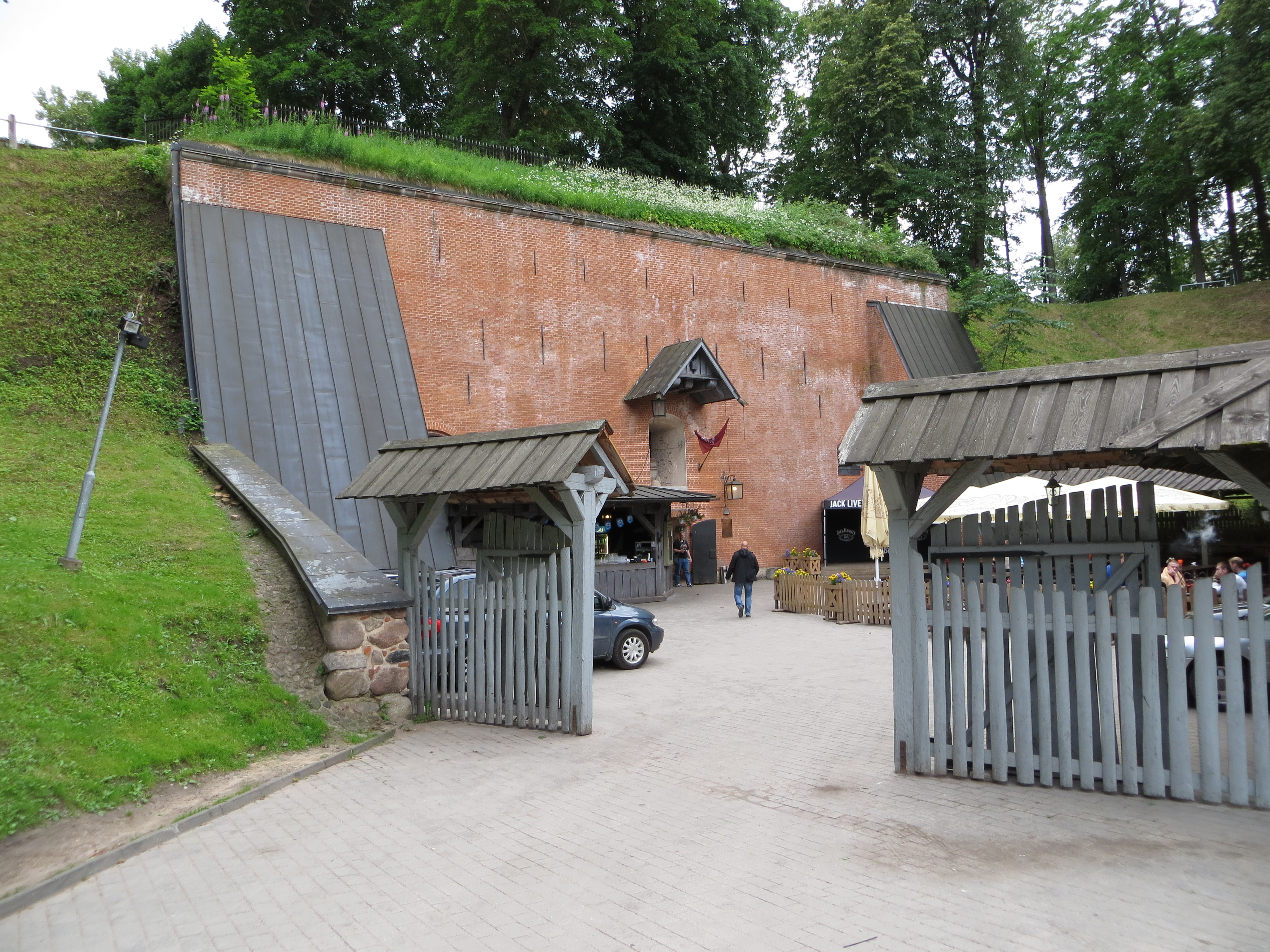
Пороховой погреб. Вход
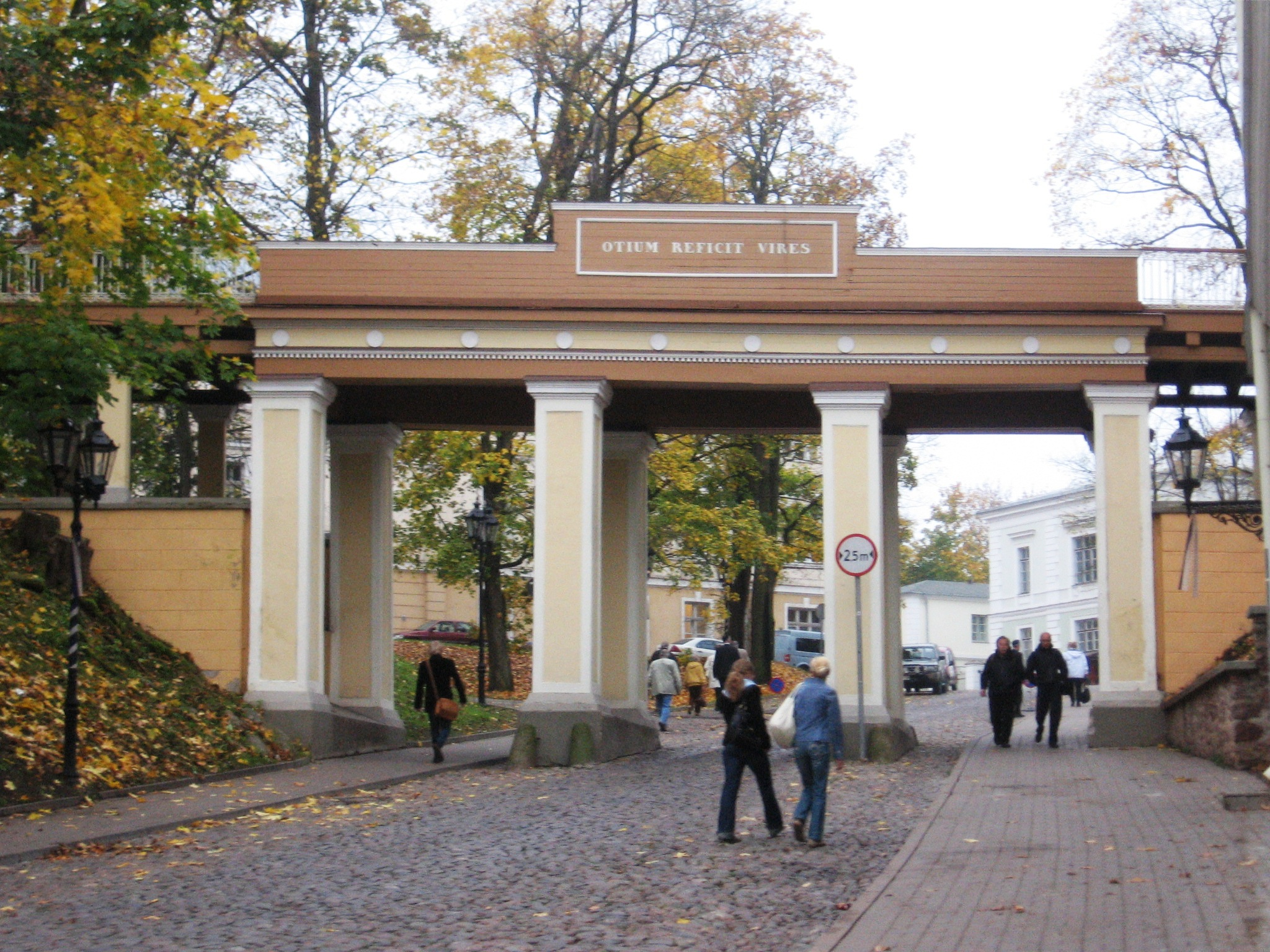
«Ангельский мост»
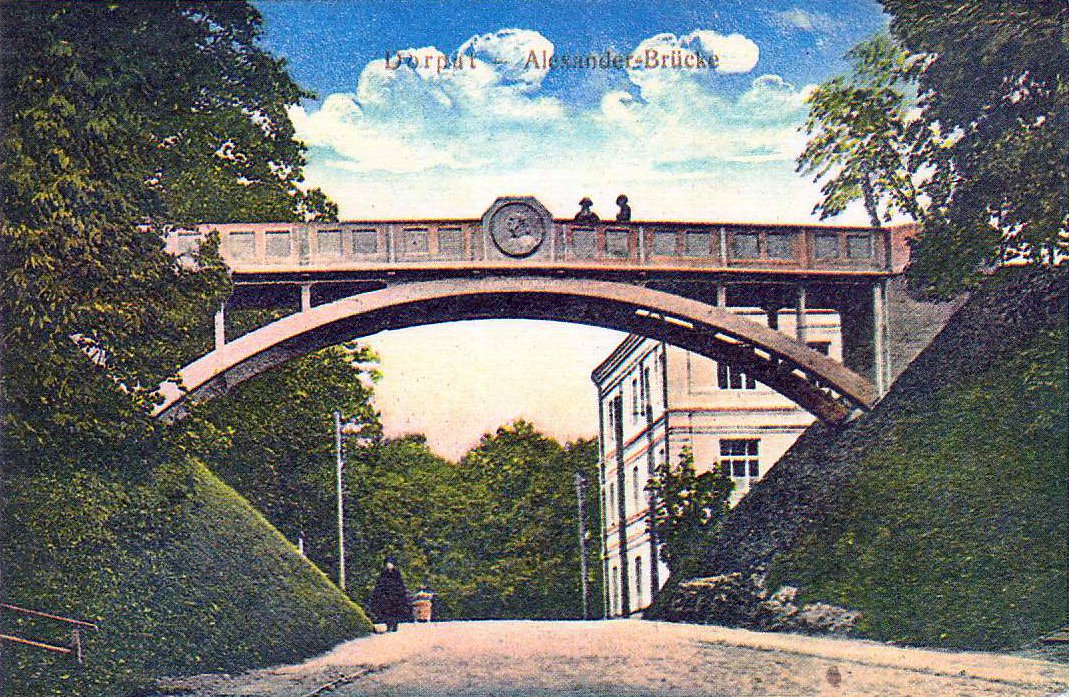
Мост Александра I («Чертов мост»)